# Бичерахов, Георгий Фёдорович
Гео́ргий Фёдорович Бичера́хов (осет. Бичерахти Геуӕрги; Новоосетинская, 1878— Баку, 1920) — деятель антибольшевистского движения на Юге России, предводитель Терского восстания, брат Лазаря Бичерахова. Осетин, православный, из терских казаков станицы Новоосетинской, сын вахмистра Собственного Его Императорского Величества конвоя Фёдора Бичерахова.

## Биография
Георгий родился в 1878 году в станице Новоосетинской.
Окончил Санкт-Петербургское реальное училище и Императорское Московское техническое училище.
В 1902 году увлекся идеями социал-демократии. Как меньшевик участвовал в Первой русской революции. Под его влиянием 2-й Горско-Моздокский полк отказался от подавления революционных выступлений во Владикавказе и в 1906 г. крестьянского восстания в Ставропольской губернии. Скрывался в Петрограде, а затем, когда и там его стали беспокоить жандармы и охранка, он вынужден был уехать в Забайкальскую область, где в 1908 г. всё же был арестован и водворён во Владикавказскую тюрьму.
С начала Первой мировой войны работал авиационным инженером на Юго-Западном фронте. В конце 1916 г. штабом авиации фронта он был командирован через Швецию в Норвегию, Англию и Францию для ознакомления с постановкой авиационного дела на фронтах и проведения специальных заказов за границей. Там его застал Февраль 1917 г. Несмотря на то, что он был левым меньшевиком, выступал против приказа № 1 Петросовета.
При отъезде из Лондона русскими политическими кругами Г. Ф. Бичерахову было поручено сопровождать в Россию знаменитого учёного и революционера П. А. Кропоткина.
Вернувшись в Россию и попав в июне на Юго-Западный фронт, он, уже убежденный меньшевик (Но на Кавказе (Баку, Мугани, Тереке) практически все сторонники левых небольшевистских правительств (включая даже членов РКП(б)) назывались эсерами..), повел энергичную борьбу с большевистскими агитаторами по вопросам о продолжении войны, государственном устройстве, распределении земли. В ноябре 1917 г. он снова вернулся в Терскую область. В момент разгара национальной войны и вражды между казачеством, пытавшимся объединиться с осетинами, кабардинцами, балкарцами и карачаевцами, так как у них недостаток земли компенсировался большим количеством скота и в сумме они были не беднее казаков, против чечено-ингушских отрядов, Георгий Бичерахов принял провозглашение советской власти в Терской области. Он был избран комиссаром Моздокского отдела Терской области, а затем — председателем Совета Моздокского отдела. По поручению областного народного съезда Г. Ф. Бичерахов успешно возглавлял чрезвычайную комиссию для улаживания конфликтов между чеченцами-алдинцами и населением станиц Грозненской, Романовской и Ермоловской. Затем, когда жители станицы Котляревской сожгли половину селения Бороково и две тысячи кабардинцев и ингушей были готовы вырезать всех жителей Котляревской, Г. Ф. Бичерахову удалось спасти станицу от разгрома и примирить враждующие стороны. Но после гибели защищавшего казаков от погромов председателя СНК большевика Ноя Буачидзе казаки из левых социалистов стали стремиться очистить советы от сторонников новых, пришедших ему на смену большевиков, поддерживавших погромы казаков. 30 июня 1918 года Георгий Бичерахов предъявил ультиматум: разоружить хозяйничавшие в Моздоке красноармейские части и сдать оружие. После того как ультиматум был отвергнут, казаки начали штурм города. Одновременно артиллерия открыла огонь по казармам красноармейцев. Захватив район, прилегающий к осетинскому кладбищу, казаки завязали упорные бои у железнодорожной станции. К вечеру Моздок был в их руках. В ходе ожесточенных боев погибло более 300 красноармейцев.

### Терское восстание
В начале лета 1918 года поднял на Тереке крупное антибольшевистское восстание, собрал войска (около 12 тысяч человек), которые возглавил генерал-майор, осетин-мусульманин Эльмурза Мистулов. Казаков поддержал Осетинский народный совет, также приступивший к формированию своей армии и объявивший призыв нескольких возрастов. Хотя армия не была создана, но осетинское население в целом сочувственно отнеслось к восстанию, ингуши и чеченцы — в целом отрицательно. На IV съезде трудовых народов Терека, открывшемся во Владикавказе 23 июля 1918 г., примирительно настроенные к Ленину и большевикам в Москве казачья фракция во главе с Г. Ф. Бичераховым и социалисты-небольшевики потребовали ликвидации всех антиказачьих совдепов. Но прибывшие на съезд представители центральной власти чрезвычайный комиссар Юга России Г. К. Орджоникидзе и народный комиссар труда А. Г. Шляпников вели себя подчеркнуто агрессивно, допускали грубые нападки на казаков. 6 августа продолжавший свою работу съезд был сорван нападением на город казачьих отрядов, к которым присоединились многие осетинские села и даже осетины из числа делегатов съезда. Но на помощь большевикам пришли ингуши, и взять Владикавказ не удалось. После поражения во Владикавказе в стане казаков началось брожение. Многие станицы митинговали, решая, продолжать войну с большевиками или искать мира. Ряд станиц заявили о нейтралитете или даже повернули оружие против своих же казаков. Иногда под воздействием большевистской пропаганды переход на сторону большевиков совершался прямо во время боя. Мнения другого многоземельного, как и казаки, народа — кабардинцев, а также имеющих многочисленные стада карачаевцев, балкарцев разделились, так как многие из них, в отличие от казаков-мусульман, не хотели воевать против чеченцев и ингушей. Мусульманский религиозный деятель Назир Катханов, в целях подавления восстания, сформировал в помощь большевикам 1-ю Ударную Шариатскую колонну. С другой стороны, князь Даутоков-Серебряков сформировал другой кабардинский отряд — для поддержки восстания казаков. 12 сентября в Моздоке был созван чрезвычайный Казачье-Крестьянский съезд, который призвал «поднять оружие против изменников», под которыми имелись в виду узурпировавшие власть на Тереке Г. К. Орджоникидзе и другие большевики. Против советской власти и социалистического государственного строя в РСФСР и в Баку Казачье-Крестьянский совет не возражал. Они просили военной помощи против Орджоникидзе у Бакинского совета.
В течение лета-осени 1918 года Бичерахов был фактическим правителем Терека. Он был избран председателем Терского Казачье-Крестьянского Совета, а затем с образованием Временного Народного Правительства Терской республики стал его председателем. Терские казаки под началом Бичерахова и Мистулова сражались как против терских большевиков и их союзников, так и против их врагов — горских сепаратистов во главе с Нажмудином Гоцинским.
В ходе этих боев Терек со всех сторон был окружён частями большевиков, горцев и так называемых «интернационалистов», включая, например, 1-й отдельный Китайский отряд ЧК во главе с Пау Тисаном. Особенно тяжёлые бои развернулись за станицу Грозненскую (ныне город Грозный), которую большую часть времени удерживали за собой большевики, и за удерживаемую в кровопролитных боях казаками станицу Боргустанскую. Казачье население Терека, включая женщин, стариков и детей, понесло тяжёлые потери в результате боёв и репрессий.
Поздней осенью 1918 года восстание было подавлено большевиками, Эльмурза Мистулов застрелился 7 ноября 1918 года в станице Прохладной, которая была взята большевиками 9 ноября.
Отряду казаков в 2000 человек под командованием генерала Колесникова (он прилетел на аэроплане в ноябре из белого Ставрополя) и Бичерахова удалось прорваться на восток, на Червленную и далее на Порт-Петровск. Другая группа войск (4000 человек) во главе с полковниками Кибировым, Серебряковым и Агоевым отступила через горы в район Баталпашинска, где присоединилась к Добровольческой армии Деникина.

### Последние годы жизни
Георгий Бичерахов в Порт-Петровске (ныне Махачкала) присоединился к отряду брата, Лазаря Бичерахова. После того, как зимой 1918/19 года войска генерала Врангеля освободили Северный Кавказ от большевиков, Терское войско было интегрировано в состав Вооружённых сил Юга России, причём терских казаков возглавил один из активных участников Терского восстания, атаман Вдовенко, а Бичерахов 29 октября 1919 года был вызван в ставку Деникина, где его арестовали как левого социалиста.
Под арестом Бичерахов содержался в Ростове-на-Дону, при отступлении белых (1920) попал в плен к большевикам, был ими расстрелян. По другим, более достоверным, данным, был отправлен из Ростова-на-Дону в ссылку в Одессу или в Киев, в конце февраля 1920 года прибыл в Терскую область и вместе с отступающими от красных беженцами направился в Баку, где был после установления Советской власти опознан и расстрелян большевиками.